# Ариди
Ариди (фр. Arudy) насеље је и општина у југозападној Француској у региону Аквитанија, у департману Атлантски Пиринеји која припада префектури Олорон Сен Мари.
По подацима из 2011. године у општини је живело 2208 становника, а густина насељености је износила 78,21 становника/km². Општина се простире на површини од 28 km². Налази се на средњој надморској висини од 400 метара (максималној 1.446 m, а минималној 310 m).

## Демографија
| 1962. | 1968. | 1975. | 1982. | 1990. | 1999. | 2011. |
| ----- | ----- | ----- | ----- | ----- | ----- | ----- |
| 2.444 | 2.874 | 2.892 | 2.705 | 2.537 | 2.234 | 2.208 |

График промене броја становника у току последњих година